# シュライヒャー郡 (テキサス州)
シュライヒャー郡（シュライヒャーぐん、英: Schleicher County）は、アメリカ合衆国テキサス州の中央部西、エドワーズ高原に位置する郡である。2010年国勢調査での人口は3,461人であり、2000年の2,935人から17.9%増加した。郡庁所在地は唯一の都市であるエルドラード市（人口1,951人）であり、同郡で人口最大の町でもある。シュライヒャー郡は1887年に設立され、郡名はドイツからの移民で、測量士と政治家になったグスタフ・シュライヒャーに因んで名付けられた。
郡内にはYFZ牧場があり、ウォーレン・ジェフスが指導する末日聖徒イエス・キリスト原理主義教会運動の新本部があるとされている。

## 年譜

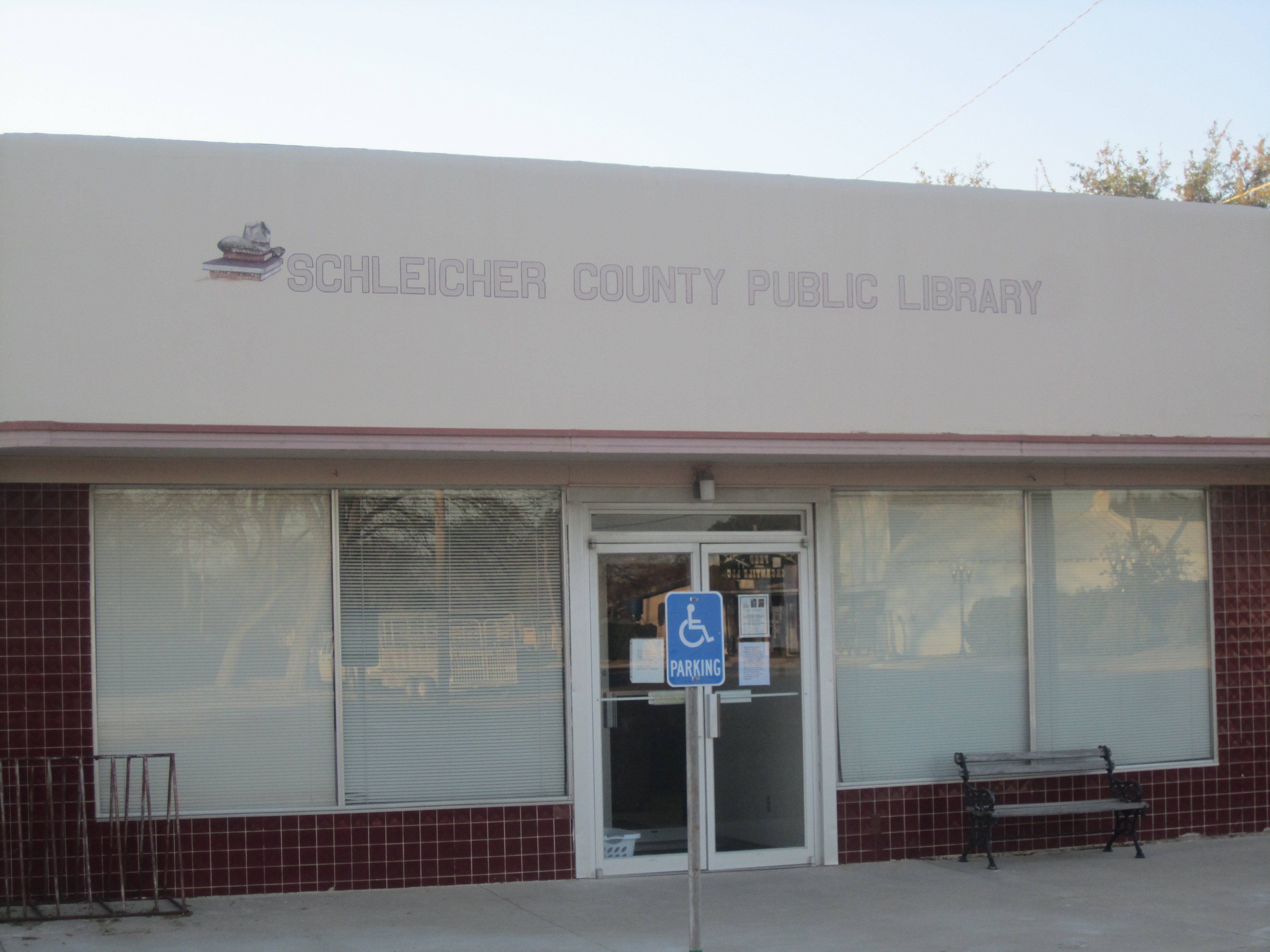
エルドラード市にあるシュライヒャー郡公共図書館

- 紀元前8000年、シュライヒャー郡となった地域の最初の住人はジュマノ・インディアンと考えられている。その後はリパン・アパッチ族やコマンチ族が地域内に入ってきた[5]
- 1632年、フライ・フアン・デ・サラスとフアン・デ・オルテガ神父がジュマノ族に伝導を行った[6]
- 1808年、軍人のフランシスコ・アマンガルが遠征隊を率いて地域を横切った[7]
- 1882年、クリストファー・コロンブス・ドティがシュライヒャー郡の最初の住人になった[8]
- 1887年4月、テキサス州議会がクロケット郡の一部からシュライヒャー郡を設立し、グスタフ・シュライヒャーに因んで名付けた[5]
- 1890年、郡人口は155人であり、そのうち134人が白人、4人が黒人、インディアンが17人だった[5]
- 1894年、郡で最初の公立学校がベランドに開かれ、後にエルドラードに移された[5]
- 1895年、W・B・シリマンがエルドラードの町を造り、伝説の都市の名前を付けた。人口を増やすために、近くのベランドの町の住人に町の区画を無料で提供した[9]
- 1930年、パンハンドル・アンド・サンタフェ鉄道会社が以前の線路で運行を再開し、サンアンジェロやソノラへ行けるようになった[5]
- 1941年2月27日、エルドラードで西テキサス毛織物工場が開設され、パレードとバーベキューパーティが行われた。5,000人が参加した。"パピー"・W・リー・オダニエル知事が来賓挨拶を行った。[10]
- 1950年代、学校用地で石油が発見され、その生徒のために図書館や体育館を造ることができた。[5]

## 地理
アメリカ合衆国国勢調査局に拠れば、郡域全面積は1,311平方マイル (3,395 km2)であり、このうち陸地1,311平方マイル (3,394 km2)、水域は1平方マイル (3 km2)で水域率は0.01%である。

### 主要高規格道路
- アメリカ国道190号線
- アメリカ国道277号線

### 隣接する郡
- トムグリーン郡 - 北
- メナード郡 - 東
- サットン郡 - 南
- クロケット郡 - 西
- イリオン郡 - 北西

## 人口動態

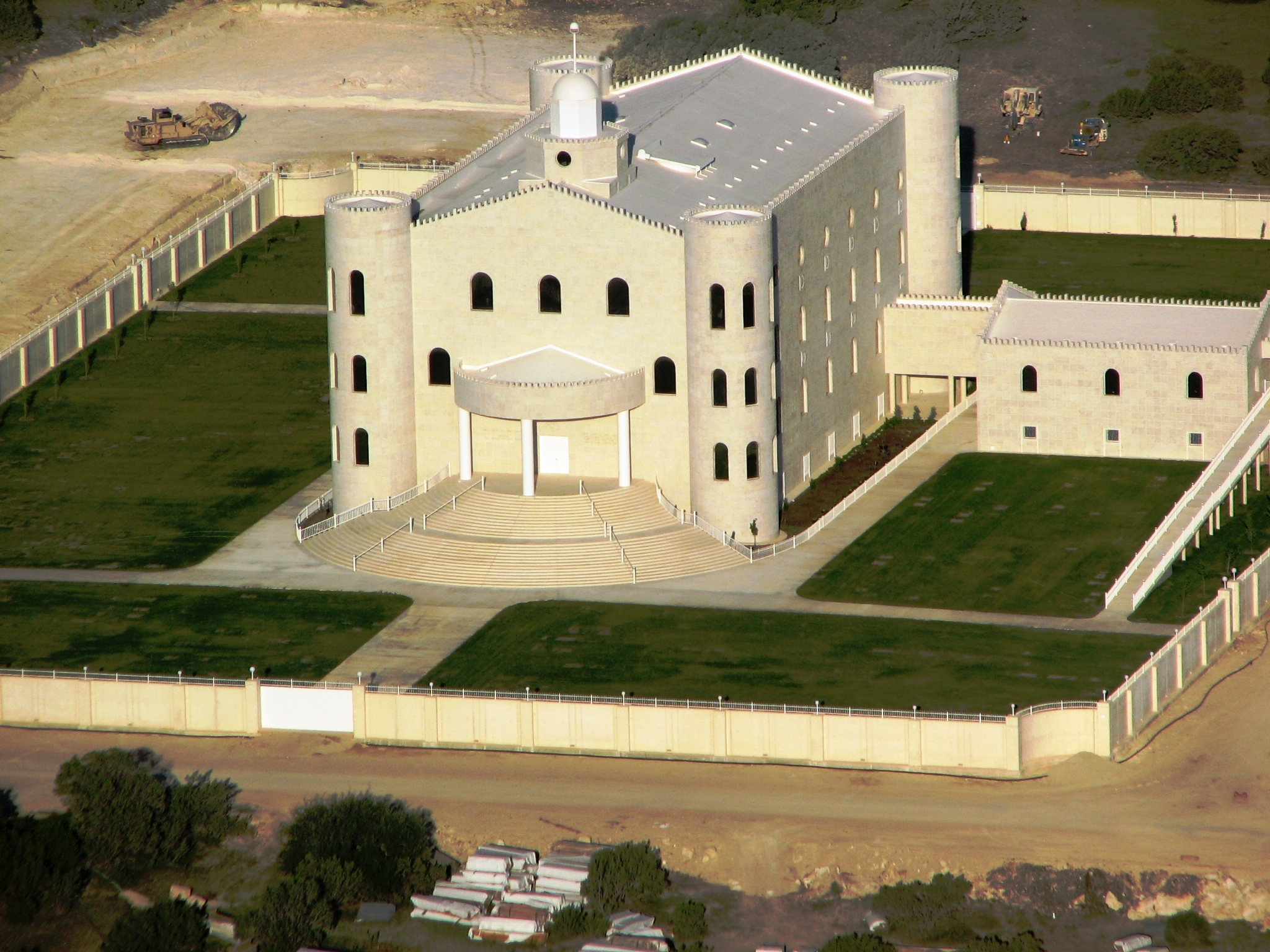
シュライヒャー郡YFZ牧場にある末日聖徒イエス・キリスト原理主義教会

以下は2000年の国勢調査による人口統計データである。
| 基礎データ - 人口: 2,935人 - 世帯数: 1,115 世帯 - 家族数: 817 家族 - 人口密度: 1人/km2（2人/mi2） - 住居数: 1,371軒 - 住居密度: 0軒/km2（1軒/mi2） 人種別人口構成 - 白人: 76.59% - アフリカン・アメリカン: 1.53% - ネイティブ・アメリカン: 0.07% - アジア人: 0.17% - 太平洋諸島系: 0.03% - その他の人種: 18.98% - 混血: 2.62% - ヒスパニック・ラテン系: 43.54% 年齢別人口構成 - 18歳未満: 27.9% - 18-24歳: 7.3% - 25-44歳: 24.0% - 45-64歳: 24.4% - 65歳以上: 16.4% - 年齢の中央値: 39歳 - 性比（女性100人あたり男性の人口） - 総人口: 98.8 - 18歳以上: 94.9 | 世帯と家族（対世帯数） - 18歳未満の子供がいる: 34.3% - 結婚・同居している夫婦: 62.6% - 未婚・離婚・死別女性が世帯主: 7.5% - 非家族世帯: 26.7% - 単身世帯: 25.4% - 65歳以上の老人1人暮らし: 12.8% - 平均構成人数 - 世帯: 2.59人 - 家族: 3.12人 収入と家計 - 収入の中央値 - 世帯: 29,746米ドル - 家族: 37,813米ドル - 性別 - 男性: 28,412米ドル - 女性: 22,250米ドル - 人口1人あたり収入: 15,969米ドル - 貧困線以下 - 対人口: 21.5% - 対家族数: 16.0% - 18歳未満: 29.0% - 65歳以上: 19.9% |

## 都市と町
- エルドラード - 郡庁所在地

### 未編入の町
- アダムズ
- ハルデール